# Freelove
Singles de Depeche Mode
I Feel Loved
(2001) Goodnight Lovers
(2002)
Pistes de Exciter
Lovetheme
(6) Comatose
(8)
Freelove est le troisième single de Depeche Mode, sorti le 5 novembre 2001 en Europe et le lendemain aux États-Unis. Il s'agit d'un extrait de l'album Exciter. La Face B est l'instrumental Zenstation.

## Liste des pistes
| 12" Mute / 12Bong32 (UK) 1. Freelove (Console Remix) (4:46) 2. Freelove (Schlammpeitziger Little Rocking Suction Pump Version) (6:52) 3. Zenstation (Atom's Stereonerd Remix) (5:39) 4. Freelove (Bertrand Burgalat Remix) (5:30) 5. Freelove (DJ Muggs Remix) (4:26) CD Mute / CDBong32 (UK) 1. Freelove (Flood Mix) (3:59) 2. Zenstation (6:24) 3. Zenstation (Atom's Stereonerd Remix) (5:39) CD Mute / LCDBong32 (UK) 1. Freelove (Bertrand Burgalat Remix) (5:30) 2. Freelove (Schlammpeitziger "Little Rocking Suction Pump" Version) (6:52) 3. Freelove (DJ Muggs Remix) (4:26) DVD Mute / DVDBong32 (UK) 1. Freelove (Live) (6:57) 2. Breathe (Live) (5:32) 3. The Dead of Night (Live) (5:08) Promo 12" Mute / P12Bong32 (UK) 1. Freelove (Console Remix) (4:46) 2. Freelove (Schlammpeitziger Little Rocking Suction Pump Version) (6:52) 3. Zenstation (Atom's Stereonerd Remix) (5:39) 4. Freelove (Bertrand Burgalat Remix) (5:30) 5. Freelove (DJ Muggs Remix) (4:26) | Promo 2x12" Mute / PL12Bong32 (UK) 1. Freelove (Deep Dish Freedom Remix) (11:47) 2. Freelove (Josh Wink Vocal Interpretation) (8:44) 3. Freelove (Deep Dish Freedom Dub) (11:16) 4. Freelove (Powder Productions Remix) (8:00) CD Reprise / 2-42419 (US) 1. Freelove (Flood Mix) (3:59) 2. Freelove (DJ Muggs Remix) (4:26) 3. Zenstation (6:24) 4. Freelove (Bertrand Burgalat Remix) (5:30) 5. Freelove (Schlammpeitziger "Little Rocking Suction Pump" Version) (6:52) 6. Zenstation (Atom's Stereonerd Remix) (5:39) Promo 2x12" Reprise / PRO-A-100794 (US) 1. Freelove (Deep Dish Freedom Remix) (11:47) 2. Freelove (Josh Wink Vocal Interpretation) (8:44) 3. Freelove (Deep Dish Freedom Dub) (11:16) 4. Freelove (Powder Productions Remix) (8:00) Promo CD Reprise / PRO-CD-100794 (US) 1. Freelove (Dave Bascombe Remix ) (4:07) 2. Freelove (DJ Muggs Remix) (4:24) 3. Freelove (Flood Mix) (3:59) CDR Reprise / n/a (US) 1. Freelove (Flood Mix) (4:13) 2. Freelove (Jonny Dollar Mix) (4:06) 3. Freelove (DJ Muggs Remix) (4:26) 4. Freelove (David Bascombe Remix) (4:07) |

## Classements
| Classement (2001)                       | Meilleure position |
| --------------------------------------- | ------------------ |
| Allemagne (Media Control AG)            | 8                  |
| Autriche (Ö3 Austria Top 40)            | 61                 |
| Belgique (Wallonie Ultratop 50 Singles) | 30                 |
| Danemark (Tracklisten)                  | 5                  |
| Espagne (PROMUSICAE)                    | 3                  |
| Finlande (Suomen virallinen lista)      | 11                 |
| France (SNEP)                           | 52                 |
| Italie (FIMI)                           | 3                  |
| Pays-Bas (Single Top 100)               | 65                 |
| Roumanie (Romanian Top 100)             | 12                 |
| Royaume-Uni (UK Singles Chart)          | 19                 |
| Suède (Sverigetopplistan)               | 20                 |
| Suisse (Schweizer Hitparade)            | 67                 |
| US Billboard Hot Dance Club Play        | 1                  |